# Teki Archiwalne
Teki Archiwalne – czasopismo naukowe poświęcone archiwistyce. Wydawane nieregularnie od 1953 roku w Warszawie. Pismo publikuje ważne teksty źródłowe z zasobu Archiwum Akt Nowych i artykuły dotyczące rozmaitych dziedzin pracy archiwalnej.